# Усачик щетинистый крапчатый
Усачик щетинистый крапчатый (лат. Exocentrus adspersus) — жук из семейства усачей и подсемейства ламиин (Lamiinae).

## Описание
Длина тела 5—8 мм (фото). Усы в 1,2 раза превышают длину тела.
Боковые шипы переднеспинки расположены позади середины бокового края и направлены назад. Надкрылья в длинных стоячих волосках. Голова личинки наполовину втянута в переднегрудь.

## Распространение
Европа, Россия, Украина, Кавказ.

## Экология и местообитания
Развитие длится 2 года. Взрослые жуки появляются с мая по июль. Полифаги, предпочитающие дубы.